# 國際布拉迪斯拉發足球會
國際布拉迪斯拉發足球會（FK Inter Bratislava）是一家位於斯洛伐克首都布拉迪斯拉發的職業足球會，成立於1940年。

## 歷史
國際布拉迪斯拉發足球會前身為由阿波羅煉油廠（Apollo refinery，後更名為 Slovnaft）於1940年創立的阿波羅布拉迪斯拉發（ŠK Apollo Bratislava），隨著二戰的結束和捷克斯洛伐克重新建立，1952年球隊改名為紅星布拉迪斯拉發，隨後球隊取得不錯成績，1953年及1954年連續兩年取得聯賽季軍，1958年首次獲得聯賽冠軍，翌年首次參加歐洲冠軍盃，在外圍賽擊敗葡萄牙球隊波圖出線，可是在第一圈不敵格拉斯哥流浪。從1962年到1993年，球隊在31個賽季中的29個賽季都在捷克斯洛伐克甲組聯賽中度過，在1970年代兩次獲得亞軍，並在1983-84、1987-88和1989-90賽季贏得斯洛伐克盃冠軍。1991年球隊改名為ASK國際斯洛夫納夫特布拉迪斯拉發，在捷克斯洛伐克解體後的十年間，國際布拉迪斯拉發繼續參加新成立的斯洛伐克超級足球聯賽以及斯洛伐克盃，在1999-2000年及2000-2001年賽季成為斯洛伐克雙冠王。
國際布拉迪斯拉發在2008–09年斯洛伐克乙組聯賽獲得冠軍本應重返頂級聯賽，然而球會財務問題導致其所有者Ľubomír Chrenko在2009年6月將球會執照出售給辛尼卡，最終導致國際布拉迪斯拉發一隊球員直接轉到辛尼卡，部分青年隊球員留在由國際布拉迪斯拉發球迷組成的CA國際布拉迪斯拉發（Inter Bratislava Civic Association）。2010－11年賽季，國際布拉迪斯拉發宣佈重新成立，由斯洛伐克第六級別開始參賽。

## 球會榮譽

### 國內
捷克斯洛伐克
- 捷克斯洛伐克甲組足球聯賽 (1944–93)

 冠軍 (1)：1958–59
 亞軍 (3)：1960–61, 1974–75, 1976–77
 季軍 (5)：1953, 1954, 1957-58, 1961-62, 1989-90,
- 斯洛伐克國家足球聯賽 (1969–1993)

 冠軍 (1)：1986–87
 斯洛伐克
- 斯洛伐克超级足球联赛 (1993–)

 冠軍 (2)： 1999–2000, 2000–01
 亞軍 (2)：1993–94, 1998–99
- 斯洛伐克盃  (1961–)

 冠軍 (6)： 1983–84, 1987–88, 1989–90, 1994–95, 1999–2000, 2000–01
 亞軍 (2)： 1975–76, 1978–79
- 斯洛伐克超級盃  (1994–2016)

 冠軍 (1)： 1995

### 歐洲
- 國際足球盃

 冠軍 (2)： 1963, 1964
- 米杜柏盃

 冠軍 (1)：1968–69
 亞軍 (1)：1969–70

## 外部連結
- 官方网站
- AŠK Inter網站
- 球迷網站 （页面存档备份，存于）